# 長印
株式会社長印（ちょうじるし）は、かつて長野県長野市に本社を置いていた青果卸売会社。長野地方卸売市場（本社）、松本市公設地方卸売市場（松本支社）、佐久長印地方卸売市場（佐久支社）、 中野長印地方卸売市場（中野支社）長印須坂地方卸売市場（須坂支社）の各市場で青果物卸売を担っていた。2022年4月、おなじR&Cホールディングスの長野県連合青果と合併・統合して新たに「株式会社R&Cながの青果」となった。

## 沿革
- 1913年（大正2年）12月 - 株式会社長野青果市場として、長野市問御所町（現在の鶴賀）において創業[4]。資本金三万円。初代社長は市会議員・長野商業会議所常議員の関口政五郎[5]。
- 1917年（大正6年）1月 - 同市千歳町乙四番地（鶴賀）に移転[5]。
- 1943年（昭和18年）2月 - 戦時統制のため国策に沿って臨時休業。これに先立つ16年10月中旬に「長印 長野青果配給統制株式会社」が設立され青果物一切の市内配給を担うこととした[5]。
- 1948年（昭和23年）12月 - (株)長野青果市場が株主総会で営業継続を決議、同市上千歳町一四三六番地に移転。翌年4月より野菜類の統制が解除。
- 1962年（昭和37年）- 搬出入の不便に付近農民からの強い要望が出たことなどから取締役内藤武男ら長野青果市場の社員らが分離して更北村（のちの長野市更北地域）に長野中央青果株式会社を設立[4][5]。
- 1965年（昭和40年）10月 - 同市若里に市が主導した都市計画の一環として整備された「市場団地」に、青果・水産の関係三市場とともに移転・入場（長野中央市場）。
- 1967年（昭和42年）1月 - 長野中央青果株式会社と合併。社名を株式会社長印長野中央青果市場に変更。資本金3300万円。
- 1973年（昭和48年）1月 - 前々年1971年公布・施行の「卸売市場法」（従前の中央卸売市場法から改正され地方卸売市場も対象となった）に基づき、開設名称を「長野長印地方卸売市場」として県知事認可を得た法制下の市場として発足。
- 1975年（昭和50年）8月 - 株式会社中野飯山合同青果市場と合併。中野支社、飯山支社発足。社名を長印長野中央青果株式会社に改称。
- 1978年（昭和53年） - 年間取扱高が200億円を突破。
- 1981年（昭和56年）12月 - 丸果松本中央青果株式会社と業務提携、長印松本中央青果株式会社発足。
- 1986年（昭和61年）
  - 4月 - 飯山支社分離、飯山中央青果市場株式会社と合併、長印飯山中央青果市場株式会社発足。小諸市で小諸マルK生鮮市場協同組合の営業一切を継承して長印小諸市場株式会社発足。
  - 11月 - 株式会社長野通商発足。
- 1988年（昭和63年）
  - 3月 - 長印松本中央青果と合併、松本支社発足。社名を株式会社長印に改称。CI（コーポレートアイデンティティ）を導入。
  - 4月 - 長野地方卸売市場移転に伴い、本社所在地を長野市市場3番地1に移転。
- 1989年（平成元年）3月 - 松本支社分離、株式会社一印長野県合同青果と合併、株式会社長印松本合同発足。
- 1992年（平成4年）9月 - 長印小諸市場と合併、小諸支社発足。
- 1993年（平成5年）6月 - 小諸支社を佐久市長土呂に新築移転。佐久支社としてオープン。
- 1994年（平成6年）12月 - バナナ熟成加工庫（バナナセンター）を竣工。
- 2001年（平成13年）12月 - 長野通商にて青果物加工工場を竣工。
- 2002年（平成14年）
  - 8月 -  株式会社長印須坂青果市場を発足。
  - 9月 - 埼玉県久喜市に関東営業所を開設。
- 2003年（平成15年）6月 - 千葉県市川市に長印市川青果株式会社を発足。
- 2004年（平成16年）2月 - 関東営業所を長印市川青果に統合。
- 2006年（平成18年）
  - 6月 - 長印須坂青果市場を須坂市小島に新築移転。
  - 9月 - 長印松本合同との共同持株会社「株式会社長印長野松本ホールディングス」創立。
  - 12月 - 株式会社長印ながのファーム発足。
- 2009年（平成21年）
  - 2月 - 長印と長印松本合同が新設合併方式にて一本化。松本支社開設。
  - 6月 - 持株会社である長印長野松本ホールディングスの社名を「株式会社長印ホールディングス」に改称。
- 2012年（平成23年）12月 - 千葉県船橋市に長印船橋青果株式会社発足。船橋市中央卸売市場における青果卸売業務を旧来の船橋中央青果株式会社より継承[6]。
- 2014年（平成26年）12月 - 長野通商カット野菜部門を分離独立、6次産業化総合事業計画認定者認定を受け、株式会社フレッシュベジ加工を設立。
- 2015年（平成27年）
  - 5月 - 長印ホールディングスを長印に統合。
  - 10月 - 県内同業大手の長野県連合青果との共同持株会社「株式会社R&Cホールディングス」を設立[7]。地方卸売市場の青果卸売会社としてグループ取扱い高が全国最大規模、中央卸売市場を含めた青果卸全体でも首位の東京青果に次ぐ規模となる[8]。
- 2017年2月 - R＆Cグループ内の組織再編により、物流部門子会社である長印エキスプレスの運送事業を長野県連合青果グループのレンゴー青果運輸に統合[9]。新会社名を株式会社R＆C物流とする。
- 2018年7月 - 傘下の長印市川青果の量販店直接取引事業を長印船橋青果に一本化[10]。
- 2019年
  - 2月 - 松本市地方卸売市場内に長野県連合青果と合同で新冷蔵庫棟を建設。建設費用は折半し、市場を所有する市に寄贈する[11][12]。
  - 4月 - 長印市川青果を長印船橋青果に合併。長印船橋青果市川支社とする[13][11]。
  - 10月 - 長野県連合青果と賃金制度の統一を目指す[11]。
- 2021年
  - 5月 - R&Cホールディングス取締役会において、長野県連合青果と長印が統合し、重複する各拠点を一本化することを決定したと発表。対等の精神で合併するとし、存続会社は長野県連合青果とする[14][15]。
  - 10月 - 子会社の長印須坂青果市場を吸収合併し須坂支社とする[16]。
- 2022年4月 - 長野県連合青果株式会社と合併。新社名は「株式会社R&Cながの青果」[17]。

## 歴代社長
- 初代 - 関口政五郎（1913-）
- 2代目 - 徳武勇作
- 3代目 - 夏目喜太郎
- 4代目 - 千野鶴吉
- 5代目 - 北山一三
- 6代目 - 内藤武男
- 7代目 - 早川昇一
- 8代目 - 倉崎利雄
- 9代目 - 村松清人
- 10代目 - 赤羽長一
- 11代目 - 倉崎浩

## 関連会社
- 長印船橋青果株式会社（千葉県船橋市・船橋市地方卸売市場）
  - 長印船橋青果株式会社市川支社（千葉県市川市・市川地方卸売市場[注 2]）
- 長印ながのファーム - 生椎茸を中心とした青果物の生産販売

※現在はいずれもR&Cながの青果のグループ会社となっている。（※両子会社の社名には長印の名が残されている）